# کردانه
 کردانه نام یک آلبوم موسیقی اثر  صدیق تعریف، هنرمند ایرانی است که در سبک سنتی ایرانی و کردی تهیه شده و دارای ۸ آهنگ است. آهنگسازی آن توسط گروه کامکارها اجرا گرفته و در آن از اشعار شعرای کردی چون هیمن، وفایی، طاهر بگ جاف و احمد کور استفاده شده‌است.

## فهرست آهنگ‌ها
| ردیف | آهنگ               |
| ۱    | امان ای امان       |
| ۲    | چاوخاس             |
| ۳    | گله و گله          |
| ۴    | مطرب حریفان        |
| ۵    | نارنج و لیمو       |
| ۶    | آخ لیلی و داخ لیلی |
| ۷    | راستای خیابان      |
| ۸    | شمامه و خال خال    |